# Liste des livres publiés par Champ libre
Cet article contient la liste des ouvrages publiés, jusqu'en 2015, par la maison d'édition Champ libre (renommée Éditions Gérard Lebovici en 1984, puis Éditions Ivrea en 1992).

## Chronologie des ouvrages publiés parChamp libre
Certains de ces livres, notamment ceux de Guy Debord, ne sont plus édités par les éditions Ivrea. 230 livres ont été publiés par Champ Libre jusqu'en 1991. Les éditions Ivrea ont, quant à elles, publié une cinquantaine d'ouvrages.

### Années 1970
1970
- Nikita Khrouchtchev, Rapport Secret sur Staline au XXe Congrès du P.C. Soviétique, suivi du Testament de Lénine (octobre)
- Jean-Pierre Carasso, La Rumeur irlandaise, guerre de religion ou luttes des classes, Ce volume contient trois études inédites de Karl Marx et Friedrich Engels, Projet de discours sur la question irlandaises - Histoire de l'Irlande et Lettres de Londres. On trouvera également les huit articles de Jenny Marx écrits pour La Marseillaise. (novembre)
- Stéphane Vincentanne (pseudonyme de Gérard Guégan), La Bande à Pierrot-le-fou (novembre)

1971
- Mikhaïl Boulgakov, Cœur de chien, traduit par Michel Pétris (janvier)
- Philippe Carles et Jean-Louis Comolli, Free jazz/Black Power (janvier)
- Karl Korsch, Karl Marx, postface de Paul Mattick, traduit par Serge Bricianer (mars)
- André Bazin, Jean Renoir, présentation de François Truffaut (avril)
- Raya Dunayevskaya, Marxisme et Liberté, préface de Herbert Marcuse (mai)
- Georges Sadoul, Dziga Vertov, préface de Jean Rouch (mai)
- Guy Debord, La Société du Spectacle (septembre)
- Jean-Pierre Voyer, Reich, mode d'emploi (novembre)
- Wilhelm Reich, Le Meurtre du Christ, traduit de l'américain par Pierre Kamnitzer (novembre)
- Groucho Marx, Correspondance, traduit de l'américain par Claude Portail (novembre)

1972
- Jean-Jacques Raspaud et Jean-Pierre Voyer, L'Internationale Situationniste. Chronologie, bibliographie, protagonistes (avec un index des noms insultés) (janvier)
- Mikhaïl Boulgakov, Le roman de Monsieur de Molière, traduit par Michel Pétris (février)
- André Bazin, La Politique des auteurs - Ouvrage collectif (Jacques Becker, Charles L. Bitsch, Claude Chabrol, Michel Delahaye, Jean Domarchi, Jacques Doniol-Valcroze, Jean Douchet, Jean-Luc Godard, Fereydoun Hoveyda, Jacques Rivette, Éric Rohmer, Maurice Schérer, François Truffaut) (mars)
- Fraction armée rouge, La "bande à Baader" ou la violence révolutionnaire (avril)
- La Véritable Scission dans l'Internationale situationniste - circulaire publique de l'Internationale Situationniste (avril)
- Arcadi et Boris Strougatski, L'Escargot sur la pente (avril)
- Philippe Dauphouy et Jean-Pierre Sarton, Pop Music/Rock (mai)
- Jean Barrot (pseudonyme de Gilles Dauvé), Le Mouvement communiste (août)
- Baltasar Gracián, L'Homme de Cour, traduit de l'espagnol par Amelot de la Houssaie (septembre)
- Nikolaï Taraboukine, Le Dernier Tableau. Écrits sur l'art et l'histoire de l'art à l'époque du constructivisme russe, présentés par Andréi Nakov traduit du russe par Andréi Nakov et Michel Pétris (octobre)
- Boris Pilniak, Conte de la lune non éteinte, traduit du russe par Michel Pétris (novembre)
- Carl von Clausewitz, Campagne de 1814, traduit de l'allemand par G. Duval de Fraville (novembre)
- Mustapha Khayati, De la misère en milieu étudiant, Préface de Lu Zhishen à l'édition chinoise. Édition trilingue, chinois, français, anglais. (décembre)

1973
- Joseph Dietzgen, L'Essence du travail intellectuel humain, traduit de l'allemand par Michel Jacob, préface d'Anton Pannekoek (janvier)
- Napoléon, Comment faire la guerre. Fragments montés par Yann Cloarec (pseudonyme de Gérard Guégan), (janvier) ; réédition 2003, Mille et une nuits
- Baltasar Gracián, Le Héros, traduit de l'espagnol par Joseph de Courbeville (février)
- George Kubler, Formes du Temps. Remarques sur l'histoire des choses, présenté par Andréi Nakov, traduit de l'américain par Y. Kornel et C. Naggar (mars)
- Carl von Clausewitz, Campagne de 1815 en France, traduit par A. Niessel (mars)
- SPK (Sozialistisches Patientenkollektiv), Faire de la maladie une arme (mai)
- W. C. Fields, Votez pour moi ! (mai)
- Karl Korsch, L'Anti-Kautsky. La Conception Matérialiste de l'Histoire, traduit par Alphé Marchadier (mai)
- Jean-Paul Charnay, Essai Général de Stratégie (mai)
- August von Cieszkowski, Prolégomènes à l'Historiosophie, traduit de l'allemand par Michel Jacob (juin)
- Ronald Sukenick, Up (juin)
- Manz'ie, Une Nuit sans Dormir (juin)
- Yves Le Manach, Bye-bye turbin ! (août)
- Mikhaïl Bakounine, Œuvres complètes, Volume 1 : L'Italie 1871-1872, volume relié, les huit volumes des œuvres complètes sont présentés et annotés par Arthur Lehning (septembre)
- Victor Chklovski, La Marche du cheval, traduit du russe par Michel Pétris (novembre)
- Fernando Pessoa, Le Retour des dieux. Manifestes du modernisme portugais (novembre)

1974
- Henry James, Daisy Miller, traduit par Michel Pétris (janvier)
- Michel Delahaye, L'Archange et Robinson font du bateau (janvier)
- William S. Burroughs, Révolution électronique (janvier)
- Jean-Yves Guiomar, L'Idéologie nationale. Nation, Représentation, Propriété, collection La taupe bretonne (janvier)
- Collectif (Jacques Baynac, Laura Engelstein, René Girault, E. L. Keenan et Avraham Yassour), Sur 1905 (janvier)
- Gustav Landauer, La Révolution (février)
- André Roumieux, Je travaille à l'asile d'aliénés (février)
- Georges Ribemont-Dessaignes, Dada. Manifestes, poèmes, nouvelles, articles, projets, théâtre, cinéma, chroniques (1915-1929) (mars. Nouvelle édition en 1978)
- Gérard Guégan, La rage au cœur (avril)
- G.W.F. Hegel, La Constitution de l'Allemagne (mai)
- Mikhaïl Bakounine, Œuvres complètes, Volume 2 : L'Italie 1871-1872, volume relié (septembre)
- Roger Lewinter, Groddeck et le royaume millénaire de Jérôme Bosch (octobre)
- Benjamin Kaverine, Le Faiseur de Scandales (novembre)

1975
- Internationale Situationniste, Internationale situationniste 1958-69 (recueil des 12 numéros dans le format original de la revue)
- Víctor Alba, Histoire du POUM, Le marxisme en Espagne
- Mikhaïl Bakounine, Œuvres complètes, Volume 3 : Les Conflits dans l'Internationale, volume relié
- Jaime Semprun, La Guerre sociale au Portugal
- Jean-Pierre Voyer, Introduction à la science de la Publicité
- Kasimir Malevitch, Écrits, présentés par Andréi Nakov, traduits par Andrée Robel, illustrations
- Karl Kraus, Dits et Contredits, traduit de l'allemand par Roger Lewinter
- Alessandro Galante Garrone, Philippe Buonarroti et les Révolutionnaires du XIXe siècle, traduit de l'italien par Anne et Claude Manceron
- Henryk Grossmann, Marx, l'Économie politique classique et le problème de la dynamique, préfacé par Paul Mattick, traduit de l'allemand par Charles Goldblum

1976
- Vicente Huidobro, Altazor
- Jaime Semprun, Précis de Récupération, illustré de nombreux exemples tirés de l'histoire récente
- André Migeot, Manuel relatif aux Conditions et aux Possibilités actuelles du Jeu de l'Histoire
- Jean-Pierre Voyer, Une enquête sur la nature et les causes de la misère des gens
- Censor (pseudonyme de Gianfranco Sanguinetti), Véridique Rapport sur les dernières chances de sauver le capitalisme en Italie, traduit de l'italien par Guy Debord
- De la misère en milieu étudiant Considérée sous ses aspects économique, politique, psychologique, sexuel et notamment intellectuel et de quelques moyens pour y remédier
- Paul Mattick, Crises et Théories des Crises
- Lucio Colletti, Le Marxisme et Hegel, traduit de l'italien par Jean-Claude Biette et Christian Gauchet
- Jules Henry et Léon Léger (pseudonymes de Juvénal Quillet et Bernard Schumacher), Les Hommes se droguent, l'État se renforce
- Roger Lewinter, Diderot ou les Mots de l'Absence
- Carl von Clausewitz, Notes sur la Prusse dans sa Grande Catastrophe - 1806, traduit par A. Niessel
- Edgar Lee Masters, Spoon River, traduit de l'américain par Michel Pétris et Kenneth White
- Mikhaïl Bakounine, Œuvres complètes, Volume 4 : Étatisme et Anarchie 1873, volume relié

1977
- Bruno Rizzi, L'U.R.S.S. : Collectivisme bureaucratique. La bureaucratisation du monde, 1re partie, quatrième de couverture rédigée par Guy Debord[1]
- Mikhaïl Bakounine, Œuvres complètes, Volume 5 : Michel Bakounine et ses relations avec Serge Necaev 1870-1872, volume relié
- Poésies de l'Époque des Thang, traduites du chinois par le marquis d'Hervey de Saint-Denys, volume relié
- Georges Avenel, Anacharsis Cloots, l'orateur du genre humain, volume relié
- Ante Ciliga, Dix ans au pays du mensonge déconcertant
- G.W.F. Hegel, Écrits politiques, inclus La Constitution de l'Allemagne, Actes de l'assemblée des États du royaume de Wurtemberg, À propos du «Reformbill» anglais, traduits de l'allemand par M. Jacob et P. Quillet suivis de La Raison et la Croix du présent par Kostas Papaïoannou
- Junius, Lettres de Junius, traduites de l'anglais par J.-B. Parisot, volume relié
- Michèle Duval, Considérations sur les Causes de la grandeur des sectateurs de l'amiante et de leur décadence
- Jean-Louis Moinet, Genèse et unification du spectacle
- Erik Satie, Écrits
- Arthur Lehning, De Buonarroti à Bakounine. Études sur le socialisme international, traduit de l'anglais par Anne Krief
- Antoine de Jomini, Précis de l'art de la guerre, cartes et plans hors texte, volume relié

1978
- Boris Souvarine, Staline. Aperçu historique du bolchevisme, illustrations
- Charles Ardant du Picq, Études sur le combat
- Mikhaïl Bakounine, Œuvres complètes, Volume 6 : Michel Bakounine et ses relations slaves 1870-1875, volume relié
- Libre Association d'Individus Libres, Lettre de Dakar
- André Migeot, De la manière de s'imposer dans le monde
- Collectif, Des Tracts en Mai 68
- Rafael Pallais, Incitation à la Réfutation du Tiers Monde
- Jens August Schade, Des êtres se rencontrent et une douce musique s'élève dans leurs cœurs, roman, traduit du danois par Christian Petersen-Merillac
- Omar Khayyam, Les Quatrains, traduits du persan et présentés par Charles Grolleau
- Éditions Champ libre, Correspondance Vol. 1 (1978)Recueil de lettres polémiques échangées avec Gérard Guégan, Raphaël Sorin, Jacques Baynac, Mustapha Khayati, Jaime Semprun, Jean-Patrick Manchette, Simon Leys, Georges Kiejman et François Cavanna entre autres.
- Guy Debord, Œuvres cinématographiques complètes, volume relié (novembre)
- Georg Groddeck, Conférences psychanalytiques à l'usage des malades. Conférences prononcées au Sanatorium de Baden-Baden, Volume 1, traduites de l'allemand par Roger Lewinter

1979
- Guy Debord, Préface à la quatrième édition italienne de « La Société du spectacle » (février)
- Carl von Clausewitz, Campagne de 1799 en Italie et en Suisse, traduit par A. Niessel, volume relié
- Général Walter G. Krivitsky, J'étais un agent de Staline
- Mikhaïl Bakounine, Œuvres complètes, Volume 7 : La Guerre franco-allemande et la révolution sociale en France 1870-1871, volume relié
- Georg Groddeck, Conférences psychanalytiques à l'usage des malades. Conférences prononcées au Sanatorium de Baden-Baden, Volume 2, traduites par Roger Lewinter
- Arsène Darmesteter, La Vie des mots
- Adolf Loos, Paroles dans le vide, Chroniques écrites à l'occasion de l'Exposition viennoise du Jubilé (1898). Autres chroniques des années 1897-1900. Malgré tout (1900-1930), traduit de l'allemand par Cornelius Heim
- Anacharsis Cloots, Écrits révolutionnaires (1790-1794), présentés par Michèle Duval, volume relié
- Protestation devant les libertaires du présent et du futur sur les capitulations de 1937 par un «Incontrolé» de la Colonne de fer. Traduit par deux «aficionados» sans qualités, édition bilingue. Les traducteurs de ce texte sont en fait Guy Debord et Alice Becker-Ho. Debord a aussi rédigé le texte de quatrième de couverture
- Franz Borkenau, Spanish Cockpit. Rapport sur les conflits sociaux et politiques en Espagne (1936-1937), traduit de l'anglais par Michel Pétris

### Années 1980
1980
- Jorge Manrique, Stances sur la mort de son père, traduit du castillan par Guy Debord, édition bilingue
- Baltasar Gracián, L'Homme Universel, traduit de l'espagnol par Joseph de Courbeville
- Coordination des Groupes Autonomes d'Espagne, Appels de la Prison de Ségovie
- Edward Sexby, Tuer n'est pas assassiner, note d'introduction par Guy Debord, traduit de l'anglais par Carpentier de Marigny
- Richard Huelsenbeck, Almanach Dada, traduit de l'allemand par Sabine Wolf, édition bilingue
- Renaud, Sans Zikmu

1981
- Georg Groddeck, Conférences psychanalytiques à l'Usage des Malades. Conférences prononcées au Sanatorium de Baden-Baden, Volume 3, traduites par Roger Lewinter
- Claude Favre de Vaugelas, Remarques sur la langue française. Utiles à ceux qui veulent bien parler et bien écrire
- Groupe d'Autonomes Algériens, L'Algérie brûle
- Éditions Champ libre, Correspondance Vol. 2 Recueil d'échanges de lettres polémiques adressées à Abel Paz, Renaud, Noël Godin, Jean-Claude Zylberstein, André Migeot, Isidore Isou et les Cahiers du cinéma entre autres.
- Karl Marx, Œuvres Philosophiques, Volume 1, volume relié
- Karl Marx, Œuvres Philosophiques, Volume 2, volume relié
- Boris Souvarine, Autour du Congrès de Tours
- Francis Pagnon, En évoquant Wagner, la musique comme mensonge et comme vérité
- George Orwell, La Ferme des animaux, traduit de l'anglais par Jean Queval, illustrations

1982
- George Orwell, Hommage à la Catalogne, traduit de l'anglais par Yvonne Davet
- George Orwell, Dans la dèche à Paris et à Londres, traduit de l'anglais par Michel Pétris
- George Orwell, Le Quai de Wigan, traduit de l'anglais ar Michel Pétris
- George Orwell, Et vive l'Aspidistra !, traduit de l'anglais par Yvonne Davet
- Mikhaïl Bakounine, Œuvres complètes, Volume 8 : L'Empire knouto-germanique et la révolution sociale 1870-1871, volume relié
- Boris Savinkov, Souvenirs d'un Terroriste, traduit du russe par Régis Gayraud, illustrations
- Ordures et Décombres déballés à la sortie du Film «In girum imus nocte et consumimur igni»

1983
- Karl Marx et Friedrich Engels, Manifeste du Parti communiste, traduction de l'allemand par Laura Lafargue. Revue et annotée par Friedrich Engels suivi du Fac-Similé de l'édition originale de février 1848
- H. E. Kaminski, Céline en Chemise Brune, ou le mal du présent - 1938
- Kostas Papaïoannou, La Consécration de l'histoire, essais
- Jean-François Martos, La Contre-Révolution polonaise par ceux qui l'ont faite
- George Orwell, Un peu d'air frais, traduit de l'anglais par Richard Prêtre
- Général W.F.P. Napier, Histoire de la guerre de la Péninsule 1807-1814, Volume 1, traduit de l'anglais par Mathieu Dumas, carte en couleur hors texte, volume relié

1984
- Claude Harmel, Histoire de l'Anarchie. Des origines à 1880
- Jacques Mesrine, L'Instinct de mort
- Gerald Brenan, Le Labyrinthe espagnol. Origines sociales et politiques de la Guerre civile, traduit de l'anglais par Monique et André Joly
- Baltasar Gracián, Le Politique Dom Ferdinand le Catholique, traduit de l'espagnol par Joseph de Courbeville

Premier livre publié sous le nouveau label Éditions Gérard Lebovici à la suite de l'assassinat de l'éditeur
- Friedrich Nietzsche, Poésies, traduites de l'allemand et présentées par Georges Ribemont-Dessaignes, avant-propos de Jean Pierre Begot
- Ramón Gómez de la Serna, Le Docteur invraisemblable, traduit de l'espagnol par Marcelle Auclair
- Herman Melville, Mardi, traduit de l'anglais par Charles Cestre
- George Orwell, Une histoire birmane, traduit de l'anglais par Claude Noël
- Saint-Just, Œuvres complètes, édition établie par Michèle Duval, volume relié
- Gérard Lebovici, Tout sur le personnage

1985
- Guy Debord, Considérations sur l'assassinat de Gérard Lebovici (février)
- Potlatch (1954-1957), reproduction des vingt-neuf numéros de la revue Potlatch à laquelle participa Guy Debord
- Ramón Gómez de la Serna, Gustave l'Incongru, traduit de l'espagnol par André Soucas
- Karl Kraus, Pro Domo et Mundo, traduit de l'allemand par Roger Lewinter
- Roger Lewinter, L'Attrait des choses, fragments de vie oblique
- Boris Souvarine, Souvenirs sur Panaït Istrati, Isaac Babel, Pierre Pascal - suivi de Lettre à Alexandre Soljenitsyne
- James Guillaume, L'Internationale. Documents et Souvenirs. Premier volume 1864-1872, présentation par Marc Vuilleumier
- James Guillaume, L'Internationale. Documents et Souvenirs. Second volume 1872-1878, index et bibliographie
- Victor Chklovski, Résurrection du mot. Littérature et Cinématographe inclus Les Nouvelles voies du mot par Alexeï Kroutchenykh, traduit du russe par Andrée Robel, présenté par Andréi Nakov
- Mezioud Ouldamer, Offense à Président

1986
- Mezioud Ouldamer, Le Cauchemar immigré dans la décomposition de la France
- Jaime Semprun, La Nucléarisation du Monde
- Jean de la Croix, Poèmes, traduits de l'espagnol par Benoît Lavaud, édition bilingue
- Ramón Gómez de la Serna, La Veuve Blanche et Noire, traduit de l'espagnol par Jean Cassou
- Clément Pansaers, Bar Nicanor & autres textes Dada, établis et présentés par Marc Dachy
- Karl Kraus, La Nuit Venue, traduit de l'allemand par Roger Lewinter
- Michael Josselson et Diana Josselson, Le Général Hiver, Michel Barclay de Tolly, traduit de l'anglais par Michel Pétris, plans et cartes
- Marcel Schwob, Vies Imaginaires
- Maurice Serin, Une Révolution. Avec une étude sur la guerre de rues. Plans et cartes
- William Shakespeare, La Tragique Histoire d'Hamlet, traduit de l'anglais par Eugène Morand et Marcel Schwob

1987
- Arthur Cravan, Œuvres, édition établie par Jean-Pierre Begot, illustrations
- Guy Debord et Alice Becker-Ho, Le Jeu de la guerre
- Ramón Gómez de la Serna, Ciné-Ville, traduit de l'espagnol par Marcelle Auclair
- Baldassare Castiglione, Le Livre du courtisan, présenté et traduit de l'italien d'après la version de Gabriel Chappuis (1580) par Alain Pons
- Anonyme (en fait Jean-Pierre Baudet), Tchernobyl. Anatomie d'un nuage : Inventaire provisoire des dégâts physiques et moraux consécutifs à la catastrophe du 26 avril 1986
- Nikolai Valentinov, Mes rencontres avec Lénine, traduit par Christian de Jouvencel
- Beppe Fenoglio, Les Vingt-Trois Jours de la Ville d'Albe, traduit et présenté par Alain Sarrabayrouse

1988
- Alexander Lernet-Holenia, J'étais Jack Mortimer, traduit de l'allemand par Roger Lewinter
- Ramón Gómez de la Serna, Le Rastro, traduit de l'espagnol par Roger Lewinter et Monique Tornay
- Guy Debord, Commentaires sur la société du spectacle (mai)
- Alexandre Radichtchev, Voyage de Pétersbourg à Moscou, préfacé par Franco Venturi, traduit du russe par Madeleine et Wladimir Berelowitch
- George Orwell, Chroniques du temps de la guerre (1941-1943), présentées et traduites de l'anglais par Claude Noël
- Francis Picabia, Lettres à Christine, 1945-1951 suivi de Ennazus, édition établie par Jean Sireuil, présentation, chronologie et bibliographie de Marc Dachy

1989
- Guy Debord, Panégyrique. Tome premier (juillet)
- Vittorio Alfieri, Ma Vie, traduction d'Antoine de Latour revue et annotée par Michel Orcel
- Rainer Maria Rilke, Élégies de Duino. Les Sonnets à Orphée, traduit de l'allemand par Roger Lewinter
- Roger Lewinter, Histoire d'amour dans la solitude
- Carl von Clausewitz, De la guerre, traduit de l'allemand par le Lieutenant-Colonel De Vatry, édition complétée et révisée par Jean-Pierre Baudet, volume relié
- Jean-François Martos, Histoire de l'Internationale situationniste

### Années 1990
1990
- Pascal Dumontier, Les Situationnistes et Mai 68, Théorie et pratique de la révolution (1966-1972)
- Guy Debord, In girum imus nocte et consumimur igni. Édition critique
- Alice Becker-Ho, Les Princes du jargon, un facteur négligé aux origines de l'argot des classes dangereuses
- Robert Walser, Cendrillon, traduit par Roger Lewinter
- Kurt Schwitters, Merz, écrits choisis et présentés par Marc Dachy

1991
- Georg Groddeck, L'Être Humain comme Symbole, traduit et présenté par Roger Lewinter, illustrations

1992
- Georg Groddeck, Écrits de jeunesse, traduits et présentés par Roger Lewinter

Premier livre publié par les éditions Ivrea
1993
- Wilhelm Fraenger, Le Royaume Millénaire de Jérôme Bosch, traduit et présenté par Roger Lewinter, illustrations
- Spinoza, L'Éthique, traduction de A. Guérinot

1994
- James Carr, Crève !, traduit de l'américain par Daniel Mauroc
- Kurt Schwitters, Anna Blume, édition établie par Marc Dachy
- Kurt Schwitters, i (Manifestes théoriques et poétiques), édition établie par Marc Dachy
- Beppe Fenoglio, La Permission, traduit par Alain Sarrabayrouse

1995
- Jean-Pierre Monet, Un peu de bon sens
- Michel Falempin, L'Apparence de la vie
- Stéphane Mallarmé, Villiers de l'Isle-Adam, avec une remarque de Roger Lewinter sur «Le Tombeau d'Edgar Poe», lecture de la conférence (C.D.) par Roger Lewinter
- Anonyme, L'Apocalypse qui est la Révélation, traduit du chaldéo-syriaque par Joseph-Charles Mardrus
- Remy de Gourmont, Esthétique de la langue française, essai suivi de M. Croquant
- George Orwell, Essais, Articles, Lettres. Volume I (1920-1940), Éditions Ivrea en coédition avec les Éditions de l'Encyclopédie des Nuisances, traduit par Anne Krief, Michel Pétris et Jaime Semprun

1996
- George Orwell, Essais, Articles, Lettres. Volume II (1940-1943), Éditions Ivrea en coédition avec les Éditions de l'Encyclopédie des Nuisances, traduit par Anne Krief, Michel Pétris et Jaime Semprun
- Natalie Clifford Barney, Nouvelles pensées de l'Amazone
- Wanda Landowska, Musique ancienne, avec la collaboration de H. Lew-Landowski. Présenté par Roger Lewinter
- Roland-Manuel, Sonate que me veux-tu ? Réflexions sur les fins et les moyens de l'art musical
- Bernard Collin, Perpétuel voyez Physique
- Michel Falempin, La Prescription, récit

1997
- Vassili Rozanov, L'Apocalypse de notre temps, précédé de Esseulement, présenté par Boris de Schlœzer, traduit du russe par Vladimir Pozner et Boris de Schlœzer
- Boris Souvarine, L'URSS en 1930, présenté par Charles Jacquier
- Éditions Ivrea et Encyclopédie des Nuisances, George Orwell devant ses calomniateurs, Éditions Ivrea en coédition avec les Éditions de l'Encyclopédie des Nuisances
- Louis Chevalier, L'Assassinat de Paris, présenté par Claude Dubois

1998
- George Orwell, Essais, Articles, Lettres. Volume III (1943-1945), Éditions Ivrea en coédition avec les Éditions de l'Encyclopédie des Nuisances, traduit par Anne Krief et Jaime Semprun
- Francesco Guicciardini, Ricordi, Conseils et avertissements en matière politique et privée, traduit de l'italien par Françoise Bouillot et Alain Pons, présenté par Alain Pons
- Michel Falempin, Fiction lente
- Roger Lewinter, qui -dans l'ordre -au rouge du soir -des mots -, volume relié

1999
- Roger Lewinter, Le Centre du cachemire, roman aphoristique
- Roger Lewinter, Le Vide au milieu, notes de voyage
- Roger Lewinter, L'Apparat de l'âme
- Roger Lewinter, Mallarmé, et l'écriture de la prose
- Stéphane Mallarmé, La Musique et les Lettres. Crise de vers, lecture des textes (C.D.) par Roger Lewinter
- Bernard Collin, Les milliers les millions et le simple
- Philippe Grand, Tas IV
- Association pour le Respect de l'Intégrité du Patrimoine Artistique (A.R.I.P.A.), Chronique d'un saccage. La Restauration en question, Bulletins de l'A.R.I.P.A. 1 à 19

### Années 2000
2000
- Jacques Roubaud, La Vieillesse d'Alexandre. Essai sur quelques états du vers français récent

2001
- George Orwell, Essais, Articles, Lettres. Volume IV (1945-1950), Éditions Ivrea en coédition avec les Éditions de l'Encyclopédie des Nuisances, traduit par Anne Krief, Bernard Pecheur et Jaime Semprun
- Nicolas Machiavel, Le Prince, traduction française de J. Gohory, 1571. Fac-similé de l'édition originale italienne, Blado, 1532. Traduction française de A.-N. Amelot de la Houssaie, 1683
- Roger Lewinter, ,vers

2002
- Günther Anders, L'Obsolescence de l'homme, Éditions Ivrea en coédition avec les Éditions de l'Encyclopédie des Nuisances

2003
- Sarah Walden, Outrage à la peinture, ou comment peut la restauration, violant l'image, détruire les chefs-d'œuvre, traduit de l'anglais par Christine Vermont, avec le concours de Roger Lewinter

2004
- Tacite, Œuvres, dans la traduction de Nicolas Perrot d'Ablancourt, volume relié
- Bernard Collin, Les Globules de Descartes

2005
- George Orwell, Dans le ventre de la Baleine et autres essais (1931-1943), traduit de l'anglais par Anne Krief, Michel Pétris et Jaime Semprun
- George Orwell, Tels, tels étaient nos plaisirs et autres essais (1944-1949), traduit de l'anglais par Anne Krief, Bernard Pecheur et Jaime Semprun

### Années 2010
2010
- Roger Lewinter, d'inflexion, pénétrant (janvier)
- Pierre Corneille, Pompée, avec une version prosodiée de Roger Lewinter (janvier)
- Nestor Makhno, Mémoires et écrits, 1917-1932, traduction et présentation d'Alexandre Skirda (janvier)

2011
- Rainer Maria Rilke, Le Dit d'amour et de mort du cornette Christoph Rilke, traduction de Roger Lewinter (mai)

2013
- Dominique Aubier, Don Quichotte, prophète d'Israël (décembre)

## Collections

### Chute libre
Chute libre est une collection de science-fiction de Champ libre dirigée par Jean-Claude Zylberstein, créée sur une idée de Jean-Patrick Manchette. La collection n'a existé que durant quatre années, de 1974 à 1978.
- Philip José Farmer, La Jungle nue (1974)
- Roger Zelazny, Les Culbuteurs de l'enfer (1974)
- Philip José Farmer, Comme une bête (1974)
- Norman Spinrad, Le Chaos Final (1974)
- Philip José Farmer, Gare à la bête (1975)
- Norman Spinrad, Les Pionniers du chaos (1975)
- Samuel R. Delany, Vice Versa (1975)
- Philip K. Dick, Le Bal des schizos (1975) [détails des éditions]
- Michael Moorcock, La Défonce Glogauer (1975)
- Philip José Farmer, Une bourrée pastorale (1975)
- Theodore Sturgeon, Vénus plus X (1976)
- Ian Watson, Orgasmachine (1976)
- Richard E. Geis, Défense de coucher (1976)
- J. G. Ballard, La Foire aux atrocités (1976)
- Philip K. Dick, Robot blues (1976) (édité ensuite sous les titres Les androïdes rêvent-ils de moutons électriques ?, puis Blade Runner) [détails des éditions]
- Barry N. Malzberg, Service d'ordre (1976)
- Philip José Farmer, Chacun son tour (1977)
- David Meltzer, Tendre réseau (1977)
- Philip K. Dick, Manque de pot (1977) (édité ensuite sous le titre Le Guérisseur de cathédrales) [détails des éditions]
- George MacBeth, À double tranchant (1977)
- Philip José Farmer, Tarzan vous salue bien (Hors Collection – 1978)

### Symptôme
- Collectif, L'État Massacre, traduit de l'italien (1971)
- Jules Celma, Journal d'un éducastreur. Entre octobre 1968 et juin 1969, un jeune instituteur donne la liberté à ses élèves. Qu'en font-ils ? (1971)
- F.h.a.r., Rapport contre la normalité. Le Front homosexuel d'action révolutionnaire rassemble les pièces de son dossier d'accusation. Simple révolte ou début d'une révolution ? (1971); réédition QuestionDeGenre/GKC (2013)
- Christine Martineau et Jean-Pierre Carasso, Le Travail Dans Les Prisons (1972)
- Marie Minois, Les mal barrés. La politique, ceux qui en vivent, ceux qui en crèvent (1972)
- Kommune II, À Berlin-Ouest, adultes et enfants créent une commune pour en finir avec l'être bourgeois, traduit de l'allemand (1972)

### Bibliothèque asiatique[2]
- Simon Leys, Les Habits neufs du président Mao (1971), préface de René Viénet
- Luo Mengce, Le Paradoxal Destin politique de Confucius, imprimé en chinois à Hong Kong (mai 1972) « Le livre le plus ridicule jamais publié chez Champ libre », dixit Debord[3].
- De la misère en milieu étudiant considérée sous ses aspects économique, politique, psychologique, sexuel et notamment intellectuel et de quelques moyens pour y remédier, édition trilingue en chinois, anglais et français (décembre 1972) Édition vivement critiquée par Guy Debord car certains passages sont manquants et la typographie des plus aléatoires (trois caractères sur les sept du titre ont, par exemple, été imprimés à l'envers)[4]

### Intolérable
- Groupe d'information sur les prisons (GIP), Enquête dans 20 prisons (1971)
- Groupe d'information sur les prisons (GIP), Le GIP enquête dans une prison-modèle : Fleury-Mérogis (1971)

Les deux ouvrages suivants de la collection (L'Assassinat de George Jackson, en 1971, et Suicides de prison, en 1973) seront édités chez Gallimard.

### Classiques de la subversion
- Joseph Déjacque, À bas les chefs!, textes établis et annotés par Valentin Pelosse (1971)
- Ernest Cœurderoy, Pour la Révolution précédé de Terrorisme ou Révolution par Raoul Vaneigem (mars 1972)
- Georges Darien, L'Ennemi du Peuple précédé de Crève la Démocratie ! par Yann Cloarec (pseudonyme de Gérard Guégan) (mars 1972)
- Zo d'Axa, Endehors, présentation par Jean-Pierre Courty (juin 1974)

### Les Cahiers du Futur
- no 1 - Sur la démocratie (1973) Sommaire : Victor Considerant, Manifeste de la démocratie au XIXe siècle. Anselme Bellegarrigue, Au fait, au fait !! Interprétation de l'idée démocratique, L'Anarchie, journal de l'ordre. Association internationale des travailleurs, Lettres de communards et militants de l'Internationale à Marx, Engels et autres. Paul Lafargue, La Légende de Victor Hugo.
- no 2 - La dictature (1974) Sommaire : Hérault de Séchelles, Donoso Cortés, Hermann Rauschning, Walter Krivitsky, Les listes Otto, Pierre Drieu la Rochelle.